# Acrosymphytaceae
Acrosymphytaceae S.C. Lindstrom, 1987  é o nome botânico de uma família de algas vermelhas pluricelulares da ordem Acrosymphytales.

## Gêneros
- Acrosymphyton, Schimmelmannia.